# A Reckoning
Pour plus de détails, voir Fiche technique et Distribution.
A Reckoning (litt. Un règlement de comptes) est un western américain sorti en 2018, réalisé par Justin Lee.

## Synopsis
Après le meurtre brutal de son époux, une veuve abandonne tout pour se venger de l'assassin. Elle devra affronter une série de défis dans un monde dominé par la loi du plus fort.

## Fiche technique
Sauf indication contraire, les informations mentionnées dans cette section peuvent être confirmées par la base de données cinématographiques IMDb,  présente dans la section « Liens externes ».
- Réalisation : Justin Lee
- Scénario : Justin Lee
- Production : June Dietrich, Kevin Makely, Peter 'Drago' Tiemann pour Papa Octopus Productions
- Musique : Jared Forman[3]
- Photographie : Justin Janowitz
- Format d'image : couleur
- Montage : Michael Tang
- Durée : 80 min
- Pays de production :  États-Unis
- Date de sortie : 
  - États-Unis : 7 août 2018[4]

## Distribution
- June Dietrich : Mary O'Malley
- Kevin Makely : Marrow
- Todd A. Robinson : Jebediah Thorne
- Lance Henriksen : Henry Breck
- Meg Foster : Diana Maple
- Glen Baggerly : habitant de la ville
- Kevin Crow : M. Barley
- Jerin Forgie : habitant de la ville
- Andrew Garrettson : Montgomery Gower
- Tom Konkle : habitant de la ville
- Matthew James McCarthy : Baxter
- Jonathan McClintic : habitant de la ville
- Jeff Mendenhall : M. Duniway
- Shawn Nightingale : habitant de la ville
- Megan Therese Rippey : habitante de la ville
- Casey Ruggieri : habitant de la ville
- Lars Slind : habitant de la ville
- Peter 'Drago' Tiemann : Silas Grole